# 開明書店
開明書店（かいめいしょてん）は、中華民国時代の上海で営業していた出版社。章錫琛（しょう せきちん）によって1926年8月1日に創立された。

## 歴史
章錫琛(1889-1969)は上海商務印書館の編集者で、1921年より月刊誌『婦女雑誌』の編集長をつとめていたが、1925年1月の「新しい性道徳特集」号の記事が、『現代評論』誌上で北京大学の陳大斉に激しく攻撃され、このために商務印書館は『婦女雑誌』の事前検閲を行うことを決めた。章はこれを不満として自分で『婦女雑誌』にかわる新しい女性雑誌『新女性』を鄭振鐸・胡愈之らとひそかに創刊したが、露見して商務印書館を免職になった。
一方、夏丏尊・豊子愷らは上虞の春暉中学で教えていたが、学校内部で対立が発生した結果、集団で辞職して、1925年に上海で私立の立達学園（はじめは立達中学）と立達学会を設立した。立達学園は学生の主体性を重視していた。関係者は日本留学者が多く、立達学園の名前自体自由学園に由来するともいう。
章は1926年8月に開明書店を創立した。開明書店は青年のための良書と啓蒙図書、および立達学園の教員による教科書・参考書の出版を目的とした。その後、商務印書館の同僚だった葉紹鈞らも参加した。
はじめは章錫琛と弟の章錫珊により自宅に作られた小さな出版社にすぎなかったが、1929年には株式会社となり、急激に成長した。1932年の第一次上海事変で大きな被害を受けた商務印書館では大規模な人員削減を行った。このときに多くの商務印書館の社員が開明書店に移ってきた。
開明書店は商務印書館内の章錫琛の元の同僚（胡愈之・周建人ら）、文学研究会（鄭振鐸・茅盾・葉紹鈞ら）、立達学会（夏丏尊・豊子愷・匡互生・朱自清ら）の後援によって成りたっていた。章錫琛自身も立達学会の会員だったが、のちに立達学会が右傾化すると初期の会員は学会を去り、開明書店も学会から離れるようになった。
開明書店の上海本店は1937年に第二次上海事変で焼失し、上海で経営を続けることが難しくなった。1941年に范洗人によって桂林に開明書店の事務所が作られ、1944年には重慶に移って営業を続けた。戦後上海に戻った。
中華人民共和国成立後、1950年に公私合営方式の会社となり、本社は北京に移転した。1953年に青年出版社と合併して中国青年出版社が成立し、開明書店は消滅した。なお台湾には別に開明書店が存在する。

## 主要な出版物
開明書店は教育に力を入れ、なかでも林語堂の英語教科書『開明英文読本』はよく売れた。挿絵は豊子愷が担当し、ダニエル・ジョーンズの吹き込みによるレコードも販売された。葉紹鈞は自ら『開明国語読本』を編纂した。児童文学『クオーレ』の夏丏尊による翻訳『愛的教育』は三浦修吾の日本語訳からの重訳だったが、ベストセラーになった。
雑誌では立達学会の機関誌『一般』(1926-29)、婦女問題研究会の『新女性』(1926-29)、文学研究会の『文学週報』(1926-28まで開明書店から発行)、北京大学研究所国学門の『国学門月刊』などを発行していた。1930年には13-20歳を対象とした啓蒙雑誌『中学生』を創刊した。
1934年には朱起鳳の『辞通』が出版された。
茅盾や巴金の小説も多く開明書店から出版された。